# ライアン郡 (ミネソタ州)

ミネソタ州内の位置

ライアン郡（Lyon County）は、アメリカ合衆国ミネソタ州に位置する郡である。人口は25,857人（2010年）。郡庁所在地はマーシャルである。郡名は南北戦争のウィルソンズ・クリークの戦いで戦死したナサニエル・ライアン将軍に因んで名付けられた。

## 地理
アメリカ合衆国統計局によると、この郡は総面積1,869 km2 (721 mi2) である。このうち1,850 km2 (714 mi2) が陸地で19 km2 (7 mi2) が水地域である。総面積の1.01%が水地域となっている。

### 隣接する郡
- イエローメディスン郡  (北)
- レッドウッド郡  (東)
- マレー郡  (南)
- パイプストーン郡  (南西)
- リンカーン郡  (西)

## 人口動勢
2000年国勢調査で、この郡は人口25,425人、9,715世帯、及び6,334家族が暮らしている。人口密度は14/km2 (36/mi2) である。6/km2 (14/mi2) の平均的な密度に10,298軒の住宅が建っている。この都市の人種的な構成は白人93.58%、アフリカン・アメリカン1.49%、先住民0.31%、アジア1.67%、太平洋諸島系0.02%、その他の人種1.89%、及び混血1.04%である。ここの人口の3.97%はヒスパニックまたはラテン系である。
この郡内の住民は26.20%が18歳未満の未成年、18歳以上24歳以下が13.30%、25歳以上44歳以下が26.50%、45歳以上64歳以下が19.50%、及び65歳以上が14.60%にわたっている。中央値年齢は34歳である。女性100人ごとに対して男性は95.70人である。18歳以上の女性100人ごとに対して男性は93.20人である。
この郡内の世帯ごとの平均的な収入は38,996米ドルであり、家族ごとの平均的な収入は48,512米ドルである。男性は32,102米ドルに対して女性は21,445米ドルの平均的な収入がある。この郡の一人当たりの収入 (per capita income) は18,013米ドルである。人口の10.10%及び家族の6.30%は貧困線以下である。全人口のうち18歳未満の10.00%及び65歳以上の12.70%は貧困線以下の生活を送っている。

## 都市及び町

### 都市
- マーシャル（郡庁所在地）
- ミネオタ
- ラッセル
- バラトン
- コットンウッド
- フローレンス
- Garvin
- Ghent
- Lynd
- Taunton
- Tracy

### 郡区
- Amiret Township
- Clifton Township
- Coon Creek Township
- Custer Township
- Eidsvold Township
- Fairview Township
- Grandview Township
- Island Lake Township
- Lake Marshall Township
- Lucas Township
- Lynd Township
- Lyons Township
- モンロー郡区
- Nordland Township
- Rock Lake Township
- Shelburne Township
- Sodus Township
- Stanley Township
- Vallers Township
- Westerheim Township